# Неуязвимый (фильм, 2000)
«Неуязвимый» (англ. Unbreakable) — супергеройский триллер 2000 года, сценаристом, режиссёром и продюсером которого выступил М. Найт Шьямалан. Главные роли исполнили Брюс Уиллис, Сэмюэл Л. Джексон, Робин Райт, Спенсер Трит Кларк и Шарлейн Вудард. «Неуязвимый» является первой частью одноимённой серии фильмов. Главный герой картины, охранник по имени Дэвид Данн (Уиллис), попадает в железнодорожную катастрофу, но не получает ни царапины. С помощью владельца галереи комиксов Элайджи Прайса (Джексон) он обнаруживает у себя сверхчеловеческие способности.
Съёмки фильма начались в апреле 2000 года и завершились в июле того же года. «Неуязвимый» вышел в прокат 22 ноября 2000 года. Он получил положительные отзывы критиков, которые высоко оценили эстетику фильма, игру актёров, эмоциональную составляющую сюжета и саундтрек Джеймса Ньютона Ховарда. Многие сочли «Неуязвимого» одним из лучших фильмов Шьямалана и одним из лучших фильмов о супергероях. В 2011 году журнал Time включил его в десятку лучших фильмов о супергероях всех времён, поставив его на четвёртое место. Квентин Тарантино также включил его в свой список 20 лучших фильмов, выпущенных с 1992 года. Кассовые сборы фильма составили 248,1 млн долларов.
После нескольких лет разработки в январе 2017 года был выпущен сиквел «Неуязвимого» под названием «Сплит», в котором Уиллис появился в одной сцене в роли Дэвида Данна. После финансового успеха «Сплита» Шьямалан сразу же начал работу над третьим фильмом «Стекло», премьера которого состоялась 18 января 2019 года.

## Сюжет
В 1961 году в Филадельфии появляется на свет Элайджа Прайс (Сэмюэл Л. Джексон), страдающий несовершенным остеогенезом, редким заболеванием, при котором кости человека чрезвычайно хрупкие и часто ломаются. Элайджа становится владельцем художественной галереи комиксов, и развивает теорию о том, что раз на свете существует такой физически ущербный человек как он, то на противоположном конце спектра должен быть кто-то «неуязвимый».
В настоящем времени Дэвид Данн (Брюс Уиллис), бывший игрок в американский футбол, а теперь охранник на стадионе, живущий со своей женой Одри и их маленьким сыном Джозефом, садится на поезд до Филадельфии после собеседования в Нью-Йорке. Поезд сходит с рельсов, погибает 131 пассажир. Данн оказывается единственным выжившим в катастрофе и не получает никаких травм. На поминальной службе по жертвам аварии он находит на лобовом стекле своего автомобиля конверт и карточку с логотипом и адресом художественной галереи Элайджи Limited Edition, на которой написан вопрос: «Когда вы в последний раз болели?». Дэвид и Джозеф (Спенсер Трит Кларк) встречаются с Элайджей, который рассказывает Дэвиду свою теорию о супергероях в реальной жизни. Дэвид с недоверием относится к словам Элайджи и покидает магазин. Тем не менее он начинает интересоваться своими способностями и в присутствии сына выжимает штангу весом 350 фунтов (158 кг), что намного выше того, что он мог сделать раньше. Джозеф начинает боготворить своего отца и полагает, что он супергерой, хотя Дэвид утверждает, что он «обычный человек».
Дэвид оспаривает теорию Элайджи, вспоминая случай из своего детства, когда он едва не утонул в бассейне. Элайджа предполагает, что данный инцидент служит доказательством того, что у всех супергероев есть слабые места. Он утверждает, что слабостью Дэвида является вода и ему гораздо проще утонуть или задохнуться, чем обычному человеку. В железнодорожном депо Дэвид осматривает обломки поезда, после крушения которого он выжил, и вспоминает автомобильную аварию, которая положила конец его спортивной карьере. Он вспоминает, что не пострадал в этом ДТП и вырвал дверь машины, чтобы спасти Одри (Робин Райт). Однако Дэвид использовал несчастный случай как предлог, чтобы бросить футбол, потому что Одри не нравилось насилие в спорте.
Под влиянием Элайджи Дэвид понимает, что то, что он считал естественным «инстинктом» для выявления опасных людей во время проверок безопасности, на самом деле является формой экстрасенсорного восприятия. Осознав эту способность, Дэвид обнаруживает, что при контакте с другими людьми он может увидеть преступные действия, которые они совершили. Дэвид стоит посреди толпы на вокзале Филадельфии и чувствует преступления, которые совершили проходящие мимо люди. Он узнаёт, что уборщик — садист, который вторгся в дом, убил главу семейства и теперь держит его жену и двоих детей в плену.
Дэвид следует за уборщиком к дому жертв, освобождает детей и находит их мать, но преступник устраивает ему засаду и сталкивает с балкона в бассейн. Дэвид едва не тонет, но ему удаётся выбраться из воды. Он нападает на уборщика и душит его, а затем обнаруживает, что мать детей уже мертва. Той ночью Дэвид и Одри мирятся. На следующее утро Дэвид тайком показывает Джозефу газетную статью о неизвестном герое, которая проиллюстрирована изображением Дэвида в пончо с капюшоном. Джозеф понимает, что его отец является этим героем, и обещает сохранить тайну.
Дэвид посещает выставку в Limited Edition и знакомится с матерью Элайджи, которая объясняет разницу между двумя типами злодеев: одни сражаются с героями при помощи физической силы, а вторые используют свой интеллект. Во время встречи с Элайджей Дэвид догадывается, что именно Элайджа был ответственен за многочисленные громкие аварии, в том числе за взрыв поезда Дэвида. Элайджа верит, что им суждено стать врагами и рассказывает, что в детстве из-за своей болезни получил прозвище «мистер Стекло». В сцене перед титрами сообщается, что Дэвид сообщил о террористических атаках Элайджи в полицию и Элайджа был помещён в психиатрическую больницу для душевнобольных преступников.

## Актёры и персонажи
- Брюс Уиллис — Дэвид Данн, бывший игрок в американский футбол, ныне работающий охранником на стадионе. При контакте с другими людьми может увидеть преступные действия, которые они совершили. Обладает сверхчеловеческой силой и стойкостью, но боится воды из-за страха утонуть.
  - Дэвис Даффилд исполнил роль 20-летнего Дэвида.
- Сэмюэл Л. Джексон — Элайджа Прайс по прозвищу «Мистер Стекло», владелец галереи комиксов, страдающий несовершенным остеогенезом I типа.
  - Джонни Хирам Джеймисон исполнил роль 13-летнего Элайджи.
- Робин Райт — Одри Данн, жена Дэвида, которая работает физиотерапевтом.
  - Лора Риган исполнила роль 20-летней Одри.
- Спенсер Трит Кларк — Джозеф Данн, сын Дэвида, который верит, что его отец — супергерой.
- Шарлейн Вудард — миссис Прайс, мать Элайджи.
- Имонн Уокер — доктор Матисон.
- Лесли Стефансон — Келли.
- Майкл Кэрролл — няня.
- Уитни Шугарман — физиотерапевт.
- Бостин Кристофер — сотрудник галереи комиксов.
- Элизабет Лоуренс — школьная медсестра
- Чэнс Келли — человек в оранжевой униформе.
- Майкл Келли — доктор Дубин.
- М. Найт Шьямалан — наркодилер на стадионе.

## Награды
| Награды                          | Категории                                        | Номинанты                                        | Результат | Ссылки |
| -------------------------------- | ------------------------------------------------ | ------------------------------------------------ | --------- | ------ |
| Сатурн                           | Лучший фильм жанров боевик, приключения, триллер | Лучший фильм жанров боевик, приключения, триллер | Номинация | [ 6 ]  |
| Black Reel Award                 | Лучший постер фильма                             | Лучший постер фильма                             | Номинация | [ 7 ]  |
| Золотой трейлер                  | Лучший фильм ужасов/триллер                      | Лучший фильм ужасов/триллер                      | Победа    | [ 8 ]  |
| Blockbuster Entertainment Awards | Любимый актёр (триллер)                          | Брюс Уиллис                                      | Номинация | [ 9 ]  |
| Blockbuster Entertainment Awards | Любимый актёр (триллер)                          | Сэмюэл Л. Джексон                                | Номинация | [ 9 ]  |
| Blockbuster Entertainment Awards | Любимый актёр второго плана (триллер)            | Спенсер Трит Кларк                               | Номинация | [ 9 ]  |
| Blockbuster Entertainment Awards | Любимая актриса второго плана (триллер)          | Робин Райт                                       | Номинация | [ 9 ]  |
| Премия Брэма Стокера             | Лучший сценарист                                 | М. Найт Шьямалан                                 | Номинация | [ 10 ] |
| Премия туманности                | Лучший сценарий                                  | М. Найт Шьямалан                                 | Номинация | [ 11 ] |
| International Horror Guild Award | Лучший фильм                                     | Лучший фильм                                     | Номинация | [ 12 ] |

## Сиквелы
После выхода фильма слухи о возможных продолжениях стали циркулировать в разных интервью о данном фильме. В 2000 году Брюс Уиллис был назван надеждой на трилогию «Неуязвимого». В декабре 2000 года Шьямалан опроверг слухи о том, что он якобы снял «Неуязвимого» в качестве первой части трилогии, заявив, что он даже не думал об этом. В августе 2001 года Шьямалан заявил, что из-за успешных продаж DVD он обратился к Touchstone Pictures по поводу продолжения «Неуязвимого», идея, которую Шьямалан сказал, что студия первоначально отказалась из-за разочаровывающих сборов первого фильма. В статье за сентябрь 2008 года Шьямалан и Сэмюэл Л. Джексон рассказали, что во время съёмок фильма обсуждалось продолжение, но в основном оно умерло от разочаровывающих кассовых сборов. Джексон сказал, что он по-прежнему заинтересован в создании продолжения, но Шьямалан не был обязателен. В феврале 2010 года Уиллис сказал, что Шьямалан и он всё ещё думают о создании продолжения, и заявил, что, пока Джексон сможет участвовать, он будет «готов к этому».

### Сплит
В сентябре 2010 года Шьямалан объявил, что для первого фильма был запланирован второй злодей, но потом его отложили до грядущего фильма, который он также снимает.
Триллер Шьямалана «Сплит» был описан как тематическое продолжение «Неуязвимого», и был выпущен 20 января 2017 года. Действие фильма фактически происходит в той же вымышленной сюжетной линии с персонажем Брюса Уиллиса, появляющимся в заключительной сцене в баре, непосредственно ссылаясь на Мистера Стекло при обсуждении злодея фильма «Сплит» по прозвищу Орда.
«Неуязвимый» — это первая часть так называемой трилогии «Eastrail 177»; следующий фильм «Сплит» был сделан как «продолжение задней двери». В то время как «Сплит» был снят по существу как отдельный фильм, Шьямалан включил персонажа Дэвида Данна из «Неуязвимого» в последнюю часть фильма, тем самым поместив два фильма в одну вселенную. Кроме того, Шьямалан заявил, что изначально злодей в оранжевом костюме, в исполнении Чанса Келли в «Неуязвимом», должен был стать персонажем «Орды». Однако функции Орды были отброшены, чтобы сделать персонажа проще, по соображениям баланса. Более полный персонаж был реализован в «Сплите».

### Стекло
После Сплита был подтверждён и третий фильм. В апреле 2017 года Шьямалан объявил официальное название, дату выпуска и возвращение всех актёров для третьего фильма. Фильм под названием «Стекло» вышел 17 января 2019 года и включает в себя Брюса Уиллиса, Сэмюэла Л. Джексона, Аню Тейлор и Джеймса Макэвоя, которые вновь исполнили свои роли.

## Восприятие
Неуязвимый» получил в целом положительные отзывы критиков. На Rotten Tomatoes фильм имеет рейтинг одобрения 70% на основе 174 рецензий со средней оценкой 6,3/10. Согласно единодушному мнению критиков сайта, «С более слабым финалом «Неуязвимый» не так хорош, как «Шестое чувство». Тем не менее, это тихий, захватывающий фильм, который интригует и увлекает, проводя зрителя через непредсказуемые повороты сюжета». На Metacritic фильм получил оценку 62 из 100, основанную на 31 отзыве критика, что означает «в целом положительные отзывы». Зрители, опрошенные CinemaScore, дали фильму среднюю оценку «C» по шкале от A+ до F.
Роджер Эберт из Chicago Sun-Times дал «Неуязвимому» 3 звезды из 4 и в целом получил удовольствие от фильма, но был разочарован концовкой. Эберт считал, что «тонкая игра» Уиллиса выгодно отличалась от обычной работы актёра в «бездумных боевиках». Ричард Корлисс из Time высказал мнение, что «Неуязвимый» продолжает прежний подход Шьямалана к «соблюдению баланса между изысканностью и ужасом во всех его фильмах». Дессон Томсон из The Washington Post написал: «Как и в «Шестом чувстве», сценарист и режиссёр М. Найт Шьямалан ведёт зрителя в захватывающий лабиринт, в альтернативную вселенную, которая таится прямо у нас под носом. В данном случае это мифологический мир, и в наше время секрет этого лабиринта, ключ к нему, содержится в комиксах».
Кеннет Туран, пишущий для Los Angeles Times, дал отрицательную рецензию, утверждая, что «Неуязвимый» лишен оригинальности. «Намеренно или нет, тень «Шестого чувства» нависает над «Неуязвимым»», — рассуждал Туран. «Если бы «Шестое чувство» не имело такого успеха, эту историю, возможно, предали бы забвению или, по крайней мере, переписали бы». Тодд Маккарти из Variety в основном раскритиковал сценарий Шьямалана и игру актёров. Он похвалил монтаж Дилана Тиченора и музыку Джеймса Ньютона Ховарда.
В 2002 году Одри Коломб описала сюжет фильма как пример того, что «Тони Моррисон называет „деисторизирующей аллегорией“», а персонаж Элайджи Прайса — как ещё один пример волшебного афроамериканского мужского персонажа «Белого Голливуда», помогающего белому герою поступать правильно, хотя Элайджа описывается как редкое исключение из правила, согласно которому этот персонаж «никогда не бывает „плохим“».
Шьямалан признался, что был разочарован реакцией публики и критиков на «Неуязвимого». Шьямалану также не понравилась маркетинговая кампания Touchstone Pictures. Он хотел продвигать «Неуязвимого» как фильм по комиксам, но Touchstone настояла на том, чтобы представить его как психологический триллер, похожий на «Шестое чувство».